# باد تولتز
شهر باد تولز در ایالت بایرن در کشور آلمان واقع شده است.